# Pathalgaon
Pathalgaon is een nagar panchayat (plaats) in het district Jashpur van de Indiase staat Chhattisgarh. 

## Demografie
Volgens de Indiase volkstelling van 2001 wonen er 14.054 mensen in Pathalgaon, waarvan 51% mannelijk en 49% vrouwelijk is. De plaats heeft een alfabetiseringsgraad van 70%. 